# Arcimbaldo V di Borbone
Arcimbaldo o Arcibaldo V di Borbone detto il Pio (... – dopo il 1096) fu Signore di Borbone, dal 1095 alla sua morte.

## Origine
Arcimbaldo, secondo il documento n° XIV dei Fragments du cartulaire de La Chapelle-Aude è il figlio del Signore di Borbone, Arcimbaldo IV e della moglie, Beliarda, di cui non si conoscono gli ascendenti, come risulta dal documento n° XVII delle Preuves de l'Etude sur la chronologie des sires de Bourbon, Xe-XIIIe siecles, con data imprecisata, in cui Arcimbaldo, figlio di Arcimbaldo III che fece costruire la chiesa di Montet (Archimbaldus, illius Archimbaldi filius qui ecclesiam de Monticulo construxit) e di Beltrude (filius Bderrud) fece una donazione.
Arcimbaldo IV di Borbone, sia secondo il documento n° 1E del Titres de la maison ducale de Bourbon, tome premier, che secondo il documento n° XVI delle Preuves de l'Etude sur la chronologie des sires de Bourbon, Xe-XIIIe siecles è il figlio del Signore di Borbone, Arcimbaldo III e della moglie, Beltrude, di cui non si conoscono gli ascendenti, come risulta dal documento n° XVII delle Preuves de l'Etude sur la chronologie des sires de Bourbon, Xe-XIIIe siecles, con data imprecisata, in cui Arcimbaldo, figlio di Arcimbaldo III che fece costruire la chiesa di Montet (Archimbaldus, illius Archimbaldi filius qui ecclesiam de Monticulo construxit) e di Beltrude (filius Bderrud) fece una donazione.

## Biografia
Arcimbaldo lo troviamo citato, assieme al padre, Arcimbaldo IV, nel documento n° XIV dei Fragments du cartulaire de La Chapelle-Aude, in cui suo padre era già detto il Forte; infatti nel documento citato, inerente ad una donazione a La Chapelaude (Chapelle-Aude), nel Berry, di Arcibaldo IV (Archimbaldus Burbuniensis, cognomine fortis), figlio di Arcimbaldo di Montet (filius Archimbaldi de Munticulo), col consenso del figlio, Arcimbaldo (Archinbaldi filii mei).
Secondo il documento 1F dei Titres de la maison ducale de Bourbon, tome premier, la località di Chapelle-Aude, era stata ricevuta in dono da suo padre,  Arcimbaldo III, nel maggio del 1067, a Parigi, dal Re dei Franchi, Filippo I.
Suo nonno, Arcibaldo III, morì il 16 agosto 1078 e molto probabilmente, secondo la Histoire du Bourbonnais et des Bourbons qui l'ont possédé, Volume 1 fu sepolto a Montet.
Alla sua morte, Arcimbaldo gli succedette come Arcimbaldo IV di Borbone.
Arcimbaldo viene ancora citato assieme ai fratelli e alla madre, nel documento n° XVII delle Preuves de l'Etude sur la chronologie des sires de Bourbon, Xe-XIIIe siecles, in cui, in una data imprecisata, suo padre, Arcimbaldo IV, fece una donazione, con l'approvazione dei figli, Arcimbaldo, Pietro e Aimone, e della moglie, Beliarda (omnia filiis suis, videlicet Archimbaldo et Petro de Blot et Aimone, et Beliarde uxore sua) e controfirmato tra gli altri anche dal genero, Amelio di Chambon (Amelii Cambo qui filiam ipsius Archimbaldi habebat).
Contrariamente ai suoi predecessori, secondo la Histoire du Bourbonnais et des Bourbons qui l'ont possédé, Volume 1, suo padre, Arcimbaldo IV ebbe un rapporto conflittuale con i monaci della chiesa di Souvigny.
Suo padre, Arcimbaldo IV, morì il 22 settembre 1095, e Arcimbaldo gli succedette, come Arcimbaldo V di Borbone.
Il padre, Arcimbaldo IV, avrebbe voluto mettere fine alle incomprensioni coi monaci di Souvigny e di conseguenza anche con quelli di Cluny, ma dopo la sua morte fu Arcimbaldo V che prese parte all'assemblea che doveva porre termine alle incomprensioni, tenuta a Souvigny, tra la fine del 1095 ed il 1096, alla presenza di papa Urbano II, che, nel novembre 1095, era stato al Concilio di Clermont.
La morte lo colse prima di poter portare a termine la missione di pacificazione, nel 1096 circa, e gli succedette il figlio, Arcimbaldo, ancora minorenne, sotto tutela dello zio (il fratello di Arcimbaldo IV), Aimone.

## Matrimonio e discendenza
Arcimbaldo, secondo la Histoire du Bourbonnais et des Bourbons qui l'ont possédé, Volume 1, aveva sposato Luqua, di cui non si conoscono gli ascendenti,, che dopo essere rimasta vedova, secondo la Vita Ludovici Grossi Regi, si risposò, in seconde nozze, con Alardo Guillebaldi.
Arcimbaldo da Luqua ebbe un figlio:
- Arcimbaldo ( ? - † circa 1116), Signore di Borbone, sotto tutela[11];

## Ascendenza
|                           |   |            | Genitori |  |  | Nonni |  |  | Bisnonni                 |  |  | Trisnonni               |  |
|                           |   |            |          |  |  |       |  |  | Arcimbaldo II di Borbone |  |  | Arcimbaldo I di Borbone |  |
|                           |   |            |          |  |  |       |  |  | Arcimbaldo II di Borbone |  |  | Arcimbaldo I di Borbone |  |
|                           |   | Rotgarda   |          |  |  |       |  |  | Arcimbaldo II di Borbone |  |  |                         |  |
| Arcimbaldo III di Borbone |   |            |          |  |  |       |  |  | Arcimbaldo II di Borbone |  |  |                         |  |
|                           |   | Ermengarda | …        |  |  |       |  |  |                          |  |  |                         |  |
|                           |   | Ermengarda | …        |  |  |       |  |  |                          |  |  |                         |  |
|                           |   | Ermengarda | …        |  |  |       |  |  |                          |  |  |                         |  |
| Arcimbaldo IV di Borbone  |   | Ermengarda |          |  |  |       |  |  |                          |  |  |                         |  |
|                           |   | …          | …        |  |  |       |  |  |                          |  |  |                         |  |
|                           |   | …          | …        |  |  |       |  |  |                          |  |  |                         |  |
|                           |   | …          | …        |  |  |       |  |  |                          |  |  |                         |  |
| Beltrude                  |   | …          |          |  |  |       |  |  |                          |  |  |                         |  |
|                           |   | …          | …        |  |  |       |  |  |                          |  |  |                         |  |
|                           |   | …          | …        |  |  |       |  |  |                          |  |  |                         |  |
|                           |   | …          | …        |  |  |       |  |  |                          |  |  |                         |  |
| Arcimbaldo V di Borbone   |   | …          |          |  |  |       |  |  |                          |  |  |                         |  |
|                           | … | …          |          |  |  |       |  |  |                          |  |  |                         |  |
|                           | … | …          |          |  |  |       |  |  |                          |  |  |                         |  |
|                           | … | …          |          |  |  |       |  |  |                          |  |  |                         |  |
| …                         | … |            |          |  |  |       |  |  |                          |  |  |                         |  |
|                           |   | …          | …        |  |  |       |  |  |                          |  |  |                         |  |
|                           |   | …          | …        |  |  |       |  |  |                          |  |  |                         |  |
|                           |   | …          | …        |  |  |       |  |  |                          |  |  |                         |  |
| Beliarda                  |   | …          |          |  |  |       |  |  |                          |  |  |                         |  |
|                           |   | …          | …        |  |  |       |  |  |                          |  |  |                         |  |
|                           |   | …          | …        |  |  |       |  |  |                          |  |  |                         |  |
|                           |   | …          | …        |  |  |       |  |  |                          |  |  |                         |  |
| …                         |   | …          |          |  |  |       |  |  |                          |  |  |                         |  |
|                           |   | …          | …        |  |  |       |  |  |                          |  |  |                         |  |
|                           |   | …          | …        |  |  |       |  |  |                          |  |  |                         |  |
|                           |   | …          | …        |  |  |       |  |  |                          |  |  |                         |  |
|                           |   | …          |          |  |  |       |  |  |                          |  |  |                         |  |

### Fonti primarie
- (LA)  (FR)  Etude sur la chronologie des sires de Bourbon, Xe-XIIIe siecles.
- (LA)  Titres de la maison ducale de Bourbon, tome premier
- (LA)  Fragments du cartulaire de La Chapelle-Aude
- (LA)  Oeuvres complètes de Suger, Vita Ludovici Grossi Regis

### Letteratura storiografica
- (FR)  #ES Histoire du Bourbonnais et des Bourbons qui l'ont possédé, Volume 1.
- (FR)  Germain R. Les sires de Bourbon et le pouvoir : de la seigneurie à la principauté //  Actes des congrès de la Société des historiens médiévistes de l'enseignement supérieur public. № 23, 1992, pp. 195–210.